# Holcostethus tristis
Holcostethus tristis är en insektsart som först beskrevs av Van Duzee 1904.  Holcostethus tristis ingår i släktet Holcostethus och familjen bärfisar. Inga underarter finns listade i Catalogue of Life.